# Diarthrodella psammophila
Diarthrodella psammophila is een eenoogkreeftjessoort uit de familie van de Paramesochridae. De wetenschappelijke naam van de soort is voor het eerst geldig gepubliceerd in 1955 door Bocquet & Bozic.